# Franz Quidenus
Franz Quidenus (* 6. Juli 1871 in Wien; † 30. Juli 1936 ebenda), seit 1921 Dr. iur., war ein österreichischer Architekt und Baumeister und leistete Pionierarbeit durch seinen unermüdlichen Einsatz zur Schaffung einer Infrastruktur für den Automobilismus.

## Schaffen und Werken
Quidenus wurde als Sohn des Stadtbaumeisters Karl Quidenus (1839–1904) und der Anna Maria Ifenz (1840–1869) geboren. Nach dem Besuch des Stiftsgymnasiums Melk studierte er ab 1889 an der Technischen Hochschule Wien bei Karl Mayreder.
Seine berufliche Tätigkeit bis zu Beginn des Ersten Weltkrieges erstreckte sich vom Architekten und Oberbaurat bis hin zum gerichtlich beeideten Sachverständigen und Bauschätzmeister. Aus dieser Zeit sind jedoch wenige Bauten dokumentiert. Ein Beispiel ist das Miethaus in der Servitengasse 8–10 im 9. Wiener Gemeindebezirk Alsergrund, erbaut 1906 bis 1907.
1903 begann seine Mitgliedschaft beim Österreichischen Automobil-Club; 1931 wurde er dessen Präsident. Im selben Jahr war er Gründungsmitglied des k.k. österreichischen-Automobil-Korps. Ab 1910 war er Sachverständiger für das Autofach. Nach Ende des Ersten Weltkrieges konzentrierte er seine Tätigkeiten hauptsächlich auf das Autofach. 1916 bis 1919 studierte er Rechtswissenschaften an der Universität Wien, 1931 wurde er zum Vorsitzenden-Stellvertreter des Kraftfahrbeirats im Bundesministerium für Handel ernannt.
Quidenus beteiligte sich an zahlreichen Ausschreibungen für bedeutende automobilistische Wettbewerbe und war einer der ersten „Herrenfahrer“ Österreichs. Er initiierte die Gründung des Verbandes der gerichtlich beeideten Sachverständigen und Schätzmeister im Kraftfahrwesen. Er verfasste zahlreiche Berichte über die Gesetzeslage im Straßenverkehr, die damals internationale Verbreitung fanden. Er war Verfechter der Idee einer Organisation zur Herstellung der Verkehrssicherheit, die später im „Kuratorium für Verkehrssicherheit“ realisiert wurde.
Aus seiner 1899 geschlossenen Ehe mit Anna Schönbichler entstammen die Söhne Franz und Karl Quidenus, die später beide ebenfalls Baumeister wurden.

## Auszeichnungen
- Goldenes Ehrenzeichen für Verdienste um die Republik Österreich
- Orden der Eisernen Krone III. Klasse
- 1925: Ehrenbürger der Technischen Hochschule Wien